# ドット積
数学あるいは物理学においてドット積（ドットせき、英: dot product）あるいは点乗積（てんじょうせき）とは、ベクトル演算の一種で、2つの同じ長さの数列から一つの数値を返す演算。代数的および幾何的に定義されている。幾何的定義では、（デカルト座標の入った）ユークリッド空間 {\displaystyle \mathbb {R} ^{n}} において標準的に定義される内積のことである。

## 定義

### 代数的定義
2つのベクトル a = [a1, a2, ..., an] と b = [b1, b2, ..., bn] のドット積は下記のように定義される。
{\displaystyle {\boldsymbol {a}}\cdot {\boldsymbol {b}}=\sum _{i=1}^{n}a_{i}b_{i}=a_{1}b_{1}+a_{2}b_{2}+\cdots +a_{n}b_{n}}

### 幾何的定義
n 次元実ユークリッド空間 {\displaystyle \mathbb {R} ^{n}} の幾何学的ベクトル（有向線分から位置の概念を取り除いたもの）a, b に対して、a · b を
{\displaystyle {\boldsymbol {a}}\cdot {\boldsymbol {b}}=\|{\boldsymbol {a}}\|\|{\boldsymbol {b}}\|\cos \theta }
と定めるとこれは一つの実数を定める。ただし θ はベクトルを有向線分と見なしたときに a, b の成す角であり、‖ · ‖ はベクトルの大きさ（対応する有向線分の長さ）である。これはすなわち、有向線分 b を a 方向へ正射影したものの大きさと a の大きさとの積である。これを {\displaystyle \mathbb {R} ^{n}} におけるドット積あるいは標準内積という。
また一方で、ベクトルを a = [ax, ay, az], b = [bx, by, bz] のように成分表示した場合、（第二）余弦定理を用いることで
{\displaystyle {\boldsymbol {a}}\cdot {\boldsymbol {b}}=a_{x}b_{x}+a_{y}b_{y}+a_{z}b_{z}}
が成り立つことが示される。ゆえにこちらを定義とすることもある。

## ノルム
ベクトルの自分自身とのドット積の（正の）平方根
{\displaystyle \|{\boldsymbol {a}}\|:={\sqrt {{\boldsymbol {a}}\cdot {\boldsymbol {a}}}}}
をベクトルのノルムという。具体的にベクトルを a = [ax, ay, az] と成分表示してやれば 
{\displaystyle \|{\boldsymbol {a}}\|={\sqrt {a_{x}{}^{2}+a_{y}{}^{2}+a_{z}{}^{2}}}}
と書くことができる。これはベクトル a の "大きさ" である。
ドット積とノルムを使えば、2つのベクトル a = [ax, ay, az], b = [bx, by, bz] のなす角は
{\displaystyle \cos \theta ={\frac {{\boldsymbol {a}}\cdot {\boldsymbol {b}}}{\|{\boldsymbol {a}}\|\|{\boldsymbol {b}}\|}}={\frac {a_{x}b_{x}+a_{y}b_{y}+a_{z}b_{z}}{\sqrt {\left(a_{x}{}^{2}+a_{y}{}^{2}+a_{z}{}^{2}\right)\left(b_{x}{}^{2}+b_{y}{}^{2}+b_{z}{}^{2}\right)}}}}
から求めることが可能である。逆にベクトルのなす角をこの式で定義すれば、その角はベクトルを有向線分と見なした場合のそれらの成す角そのものと一致する。
したがってドット積は（ノルムを通して）、通常のユークリッド空間における長さ、角度に一致する計量を矛盾なく定めるものである。つまり、{\displaystyle \mathbb {R} ^{3}} でユークリッドの幾何学を考えることと、ドット積を定めることとが等価であることがわかる。

## 三重積
ドット積とクロス積に関する {\displaystyle 3} 項演算が {\displaystyle 2} 種類ある。
{\displaystyle 3} つのベクトルのスカラー {\displaystyle {\boldsymbol {3}}} 重積は，{\displaystyle \mathbf {a} \cdot (\mathbf {b} \times \mathbf {c} )=\mathbf {b} \cdot (\mathbf {c} \times \mathbf {a} )=\mathbf {c} \cdot (\mathbf {a} \times \mathbf {b} ).}
この値は，列が {\displaystyle 3} つのベクトルのデカルト座標系になっているような行列の行列式である。これは {\displaystyle 3} つのベクトルのなす平行 {\displaystyle 6} 面体の符号付体積であり，{\displaystyle 3} つのベクトルの外積の {\displaystyle 3} 次元の特殊な場合に同型である。
ベクトル {\displaystyle {\boldsymbol {3}}} 重積は，
{\displaystyle \mathbf {a} \times (\mathbf {b} \times \mathbf {c} )=(\mathbf {a} \cdot \mathbf {c} )\,\mathbf {b} -(\mathbf {a} \cdot \mathbf {b} )\,\mathbf {c} .}
この等式は，ラグランジュの公式としても知られ，物理学においてベクトル計算を簡略化するのに用いられる。

## 性質
ドット積について
1. a · a ≥ 0,
2. a · a = 0 となることと a の成分がすべて零であることとが同値である。
3. a · b = b · a,
4. 任意の実数 k, l に対し、(ka1 + la2) · b = k(a1 · b) + l(a2 · b)

なる性質が満たされる。ゆえにドット積は内積の一種であり、ベクトルのノルムはノルムの一種である。

## 応用例
力学において、物体に一定の力 F [N] が作用して、F と角度 θ だけずれた方向に物体が x [m] 移動したとき、なされた仕事は Fx cos θ [N.m] となる。これは力と変位を幾何学的なベクトルと見なした場合のドット積である。